# ماكس ويلكوكس
ماكس ويلكوكس (بالإنجليزية: Max Wilcox)‏ هو منتج أسطوانات أمريكي، ولد في 27 ديسمبر 1928 في كالامازو في الولايات المتحدة، وتوفي في 20 يناير 2017.

## وصلات خارجية
- ماكس ويلكوكس على موقع IMDb (الإنجليزية)